# Sunaristes paguri
Sunaristes paguri is een eenoogkreeftjessoort uit de familie van de Canuellidae. De wetenschappelijke naam van de soort is voor het eerst geldig gepubliceerd in 1867 door Hesse.